# Kopreus
Kopreus (starořecky Κοπρεύς, latinsky Copreus) byl v řecké mytologii hlasatel mykénského krále Eurysthea.
Kopreus předával nařízení krále Eurysthea Héraklovi. Nedá se z toho však usuzovat nic o jeho statečnosti. Pravda je ta, že hlasatel nebo posel je vždy nedotknutelný, kdežto král ne.
Král Eurystheus se tolik bál velkého hrdiny Hérakla, že si netroufal před něho předstoupit. Natož mu osobně přikazovat splnění úkolů, které pro něj silák musel plnit z vůle bohů a intrik bohyně Héry.
Úkolů bylo celkem dvanáct, všechny nebezpečné a téměř nesplnitelné. Héraklés je splnil všechny a trvalo mu to několik let.
Dvanáct úkolů pro Hérakla:
1. zabít nemejského lva
2. zabít lernskou Hydru
3. zbavit zemi stymfálských ptáků
4. chytit kerynejskou laň
5. polapit kalydónského kance
6. vyčistit Augeiův chlév
7. přivést divokého býka z Kréty
8. přihnat Diomédovy divoké koně
9. přihnat Géryonova stáda
10. přinést pás královny Amazonek
11. přivést psa Kerbera z podsvětí
12. přinést tři zlatá jablka ze zahrad Hesperidek

Hned poté, co Héraklés zabil nemejského lva a přinesl jeho zabité tělo do Mykén, Eurystheus mu zakázal vstup do bran města. Nechal si zhotovit mosaznou nádobu, zahrabat ji do země a v ní se král vždy před příchodem Hérakla ukrýval.
Když splnil poslední dvanáctý úkol, přivlekl z podsvětí psa Kerbera, král Eurystheus hrůzou padl na kolena a prosil Hérakla, ať obludu rychle vrátí zpět.

## Odraz v umění
Kopreus, který hovořil s Héraklem a předával mu rozkazy svého pána, se objevoval v klasicistní literatuře. Ztělesňoval symbol lokajského přisluhovače králů a knížat.